# Sokratis Papastathopulos
Sokratis Papastathopulos (řecky Σωκράτης Παπασταθόπουλος,; 9. června 1988, Kalamata, Řecko) je bývalý řecký fotbalista. Od roku 2017 do roku 2021 působil v londýnském Arsenalu.

## Klubová kariéra
V červenci 2013 přestoupil z Werderu Brémy do Borussie Dortmund. 27. července 2013 na začátku sezóny 2013/14 nastoupil jako střídající hráč do utkání DFL-Supercupu (německý fotbalový Superpohár) proti Bayernu Mnichov na domácím stadionu Signal Iduna Park, Borussia vyhrála 4:2 a získala trofej. 1. listopadu 2013 vstřelil gól na průběžných 1:1 v bundesligovém zápase proti VfB Stuttgart (konečné skóre 6:1). Byla to jeho první trefa za Borussii v německé Bundeslize. DFL-Supercup získal i v roce 2014 opět proti Bayernu Mnichov.

### Přestupy
- z AEK Athény do Janov CFC za 3 800 000 Euro
- z Janov CFC do AC Milán za 4 500 000 Euro
- z AC Milán do Janov CFC za 4 000 000 Euro
- z Janov CFC do SV Werder Brémy za 600 000 Euro(hostování na 1 rok)
- z Janov CFC do SV Werder Brémy za 3 500 000 Euro
- z SV Werder Brémy do Borussia Dortmund za 9 900 000 Euro
- z Borussia Dortmund do Arsenal FC za 16 000 000 Euro

## Statistiky
| Sezóna  | Klub              | Liga                   | Liga   | Liga | Ligové poháry | Ligové poháry | Ligové poháry | Kontinentální poháry | Kontinentální poháry | Kontinentální poháry | Celkem | Celkem |
| Sezóna  | Klub              | Soutěž                 | Zápasy | Góly | Soutěž        | Zápasy        | Góly          | Soutěž               | Zápasy               | Góly                 | Zápasy | Góly   |
| ------- | ----------------- | ---------------------- | ------ | ---- | ------------- | ------------- | ------------- | -------------------- | -------------------- | -------------------- | ------ | ------ |
| 2005/06 | AEK Athény        | Řecká Superliga        | 0      | 0    | ŘP            | 2             | 1             | -                    | 0                    | 0                    | 2      | 1      |
| 2006    | Niki Volos FC     | Beta Ethniki (2. liga) | 11     | 0    | -             | 0             | 0             | -                    | 0                    | 0                    | 11     | 0      |
| 2006/07 | AEK Athény        | Řecká Superliga        | 14     | 0    | ŘP            | 1             | 0             | LM+UEFA              | 3+1                  | 0+0                  | 19     | 0      |
| 2007/08 | AEK Athény        | Řecká Superliga        | 28     | 1    | ŘP            | 1             | 0             | LM+UEFA              | 1*+7                 | 0*+0                 | 37     | 1      |
| 2008/09 | Janov CFC         | Serie A                | 21     | 2    | IP            | 2             | 0             | -                    | 0                    | 0                    | 23     | 2      |
| 2009/10 | Janov CFC         | Serie A                | 30     | 0    | IP            | 1             | 0             | EL                   | 5                    | 0                    | 36     | 0      |
| 2010/11 | AC Milán          | Serie A                | 5      | 0    | IP            | 2             | 0             | LM                   | 0                    | 0                    | 7      | 0      |
| 2011/12 | SV Werder Brémy   | Bundesliga             | 30     | 1    | NP            | 1             | 0             | -                    | 0                    | 0                    | 31     | 1      |
| 2012/13 | SV Werder Brémy   | Bundesliga             | 29     | 1    | NP            | 1             | 0             | -                    | 0                    | 0                    | 30     | 1      |
| 2013/14 | Borussia Dortmund | Bundesliga             | 28     | 1    | NP+NS         | 5+1           | 0+0           | LM                   | 8                    | 0                    | 42     | 1      |
| 2014/15 | Borussia Dortmund | Bundesliga             | 21     | 1    | NP+NS         | 4+1           | 0+0           | LM                   | 6                    | 1                    | 32     | 2      |
| 2015/16 | Borussia Dortmund | Bundesliga             | 25     | 1    | NP            | 5             | 0             | EL                   | 10                   | 0                    | 40     | 0      |
| 2016/17 | Borussia Dortmund | Bundesliga             | 26     | 2    | NP+NS         | 5+1           | 0+0           | LM                   | 9                    | 1                    | 38     | 3      |
| 2017/18 | Borussia Dortmund | Bundesliga             | 30     | 2    | NP+NS         | 3+1           | 0+0           | LM+EL                | 5+4                  | 1+0                  | 43     | 3      |
| 2018/19 | Arsenal FC        | Premier League         | 25     | 1    | AP+ALP        | 2+1           | 0+0           | EL                   | 13                   | 2                    | 41     | 3      |
| 2019/20 | Arsenal FC        | Premier League         | 19     | 2    | AP+ALP        | 5+0           | 1+0           | EL                   | 5                    | 0                    | 29     | 3      |
| 2020/21 | Arsenal FC        | Premier League         | ?      | ?    | AP+ALP        | ?+?           | ?+?           | EL                   | ?                    | ?                    | ?      | ?      |
| Celkově | Celkově           | Celkově                | 342    | 15   | -             | 45            | 2             | -                    | 77                   | 5                    | 464    | 22     |

## Reprezentační kariéra
Papasthopulos nastupoval za řeckou reprezentaci do 21 let.
V A-mužstvu Řecka debutoval 5. 2. 2008 na turnaji Cyprus International Tournament proti reprezentaci České republiky (výhra 1:0).
Portugalský trenér Fernando Santos jej nominoval na Mistrovství světa 2014 v Brazílii, kde Řekové dosáhli svého historického maxima. Poprvé na světových šampionátech postoupili do osmifinále (ze základní skupiny C), tam byli vyřazeni Kostarikou v penaltovém rozstřelu poměrem 3:5 (stav po prodloužení byl 1:1). Papastathopulos v něm zařídil nízkým koníčkem v nastaveném čase vyrovnání na 1:1. Byl to jeho první gól v řeckém reprezentačním A-mužstvu.

## Úspěchy

### Klubové
- 1× vítěz italské ligy (2010/11)
- 1× vítěz německého poháru (2016/17)
- 1× vítěz anglického poháru (2019/20)
- 1× vítěz německého superpoháru (2013, 2014)
- 1× vítěz anglického superpoháru (2020)

## Úspěchy

### Reprezentační
- 2x na MS (2010 a 2014)
- 1x na ME (2012)

### Individuální
- 1× Řecký fotbalový talent roku (2008)